# 胡一虎
胡一虎（1967年8月19日—），男，籍貫安徽桐城，生于高雄眷村，台灣記者、新聞主播。輔仁大學畢業，北京大學碩士。曾任中華電視公司主播，現任凤凰卫视主持人。曾经主持《纵横中国》、《凤凰全球连线》等节目。现任《一虎一席谈》主持人。曾独家访问南非总统曼德拉。荣获第50届美国纽约国际电影电视节最佳新闻节目主持人。

## 經歷
- 高雄市鳳山高中傑出校友。
- 新北市輔仁大學傑出校友。
- 1989年 畢業於輔仁大學大眾傳播學系。
- 1991年 第一名的成績考進華視新聞部。
- 1994年 於南非首次多種族總統大選中，獨家專訪曼德拉總統。
- 1995年 華視百萬主播培訓人選，送往美國哥倫比亞大學新聞學院短期進修，CNN亞特蘭大總部實習。
- 1995年至2000年 主持《華視新聞雜誌》《華視新聞廣埸》。
- 2001年 加盟香港鳳凰衛視, 實現他主持兩岸三地新聞時事節目、拉近全球華人距離的夢想。主持媒體大拼盤。榮獲鳳凰衞視年度最佳主持人。
- 2002年 榮獲《新周刊》2002中國電視榜“最佳文化、生活及專題類節目主持人獎”。
- 2003年9月21 主持第53屆世界小姐中國總決賽。
- 2004年 榮獲中國廣播電視協會“年度十大名欄目名主持獎”。
- 2006年 榮獲中國廣播電視協會“螢屏之星獎”。主持鳳凰衛視談話節目《一虎一席談》。
- 2007年1月 榮獲第50屆紐約國際電影電視節“最佳新聞節目主持人獎”。
- 2007年3月 以《一虎一席談》獲選《新周刊》2006中國電視榜“最佳談話節目主持人及最佳年度主持人”。
- 2007年 《新世紀周刊》評為：年度影響力100人。
- 2007年6月 榮獲新娛樂頻道華語主持群英會“最具親和睿智主持獎”。
- 2007年11月21日 在香格里拉大酒店主持自傳書《我是誰：Tiger胡一虎》新書發布會。
- 2008年1月 擔任鳳凰衛視大型公益電視行動《中國江河水》安徽段主持人。
- 2008年 榮獲《南方人物週刊》年度中國青年領袖。
- 2009年 畢業於北京大學光華管理學院EMBA。
- 2009年9月15日 與聽障主持人陳康共同擔任台北聽奧閉幕式主持人。
- 2010年 第三屆華鼎獎 中國年度電視專題節目 “最佳表現男主持人”。
- 2010年 主持廣州亞運會閉幕儀式。
- 2010年至今 多次受邀主持 達沃斯論壇, 博鰲論壇, 國際道教論壇, 及世界佛教論壇。
- 2011年 深圳衛視邀請主持全球華人新春盛典。
- 2013年 安徽衛視邀請主持金蛇狂舞幸福年春晚。
- 2017年 榮獲《中華文化促進會主持人專業委員會》首屆十大金牌主播。
- 2018年 主持《奔跑吧，新時代 體育嘉年華》。
- 2018年 主持華僑聯合會《華僑華人春節大聯歡晚會》。
- 2019年 榮獲《西安時代人物雜誌》年度中國紳士。
- 2021年 鳳凰衞視 “年度最佳主持人”。
- 2021年 主持深圳全球招商大會。
- 2021年 連續第十度獲邀主持博鰲亞洲論壇。
- 2022年 主持鳳凰灣區財經論壇。

## 家庭
秉其父家訓：“讓社會處處有溫暖” 在華人世界，馬來西亞和兩岸三地熱心公益，私人捐贈善款給四川汶川地震災民，高雄八八水患災民。長期捐助臺灣貧困學童就學，並在雲南德莒扶貧鄉捐建圖書室。

## 著作
| 書名                    | 出版社     | 日期       | ISBN               |
| 《我是谁：Tiger胡一虎》 | 中信出版社 | 2007年出版 | ISBN 9787508610115 |

## 外部連結
- 知名校友重返輔大　新世代價值交鋒 （页面存档备份，存于）